# Apollo–11 évfordulók
Az Apollo–11 évfordulók azon események és rendezvények sorát jelöli, amelyeket az első holdra szállás évfordulóin tartottak, megemlékezvén úgy a 3 főszereplő űrhajós, mint a mögöttük sorakozó százezernyi mérnök, munkás, technikus erőfeszítéséről. Ezen eseményekre az 1969. július 16-24. között végbement Apollo–11 repülés 5 és 10 évre kerek évfordulóin került sor, amikor a legtöbbször az Egyesült Államok kormányzati szinten emlékezett meg, Neil Armstrong, Buzz Aldrin és Michael Collins részvételével a Hold első eléréséről.

## 10. évforduló
Az Apollo–11 űrhajósai hosszú idő után először léptek a nyilvánosság elé repülésük tizedik évfordulóján. A megemlékezésekre Washington D.C.-ben került sor, ahol a központi ünneplést a Fehér Ház rózsakertjében rendezték meg, amelynek keretében Jimmy Carter elnök beszédet mondott, majd Neil Armstrong azt az amerikai zászlót adta át az elnöknek, amely a Holdon kitűzött példány pontos mása volt és velük repült a Holdra és vissza, fizikailag is megjárva szomszéd égitestet.
Az elnöki látogatás mellett a nyilvánosság elé is lépett az űrhajóstrió: a Smithsonian Intézet Nemzeti Légi és Űrhajózási Múzeumában álltak mikrofon elé és válaszoltak kérdésekre.

## 15. évforduló
1984 júliusában ismét a Fehér Házban, ezúttal annak Keleti Termében került sor a megemlékezésre, ahol Ronald Reagan elnök mondott beszédet és ünnepeltek az egybegyűltekkel és a három űrhajóssal együtt.
A központi megemlékezés mellett egy sajátos kis ünneplés kerekedett abból, hogy az USA Légierejének egy speciális tesztcsoportja épített egy 1/100 arányú, kb. 1 méter 21 cm magas működőképes Saturn V modellt és az évforduló napján, pontosan helyi idő szerint 9:32-kor (13:32 UTC) felbocsátotta azt Cape Canaveralről. A rakétaindításban a NASA szívesen vállalt partnerséget, azonban a robbanásveszélyes anyagok jelenléte miatt nem lehetett nyilvános esemény.

## 20. évforduló

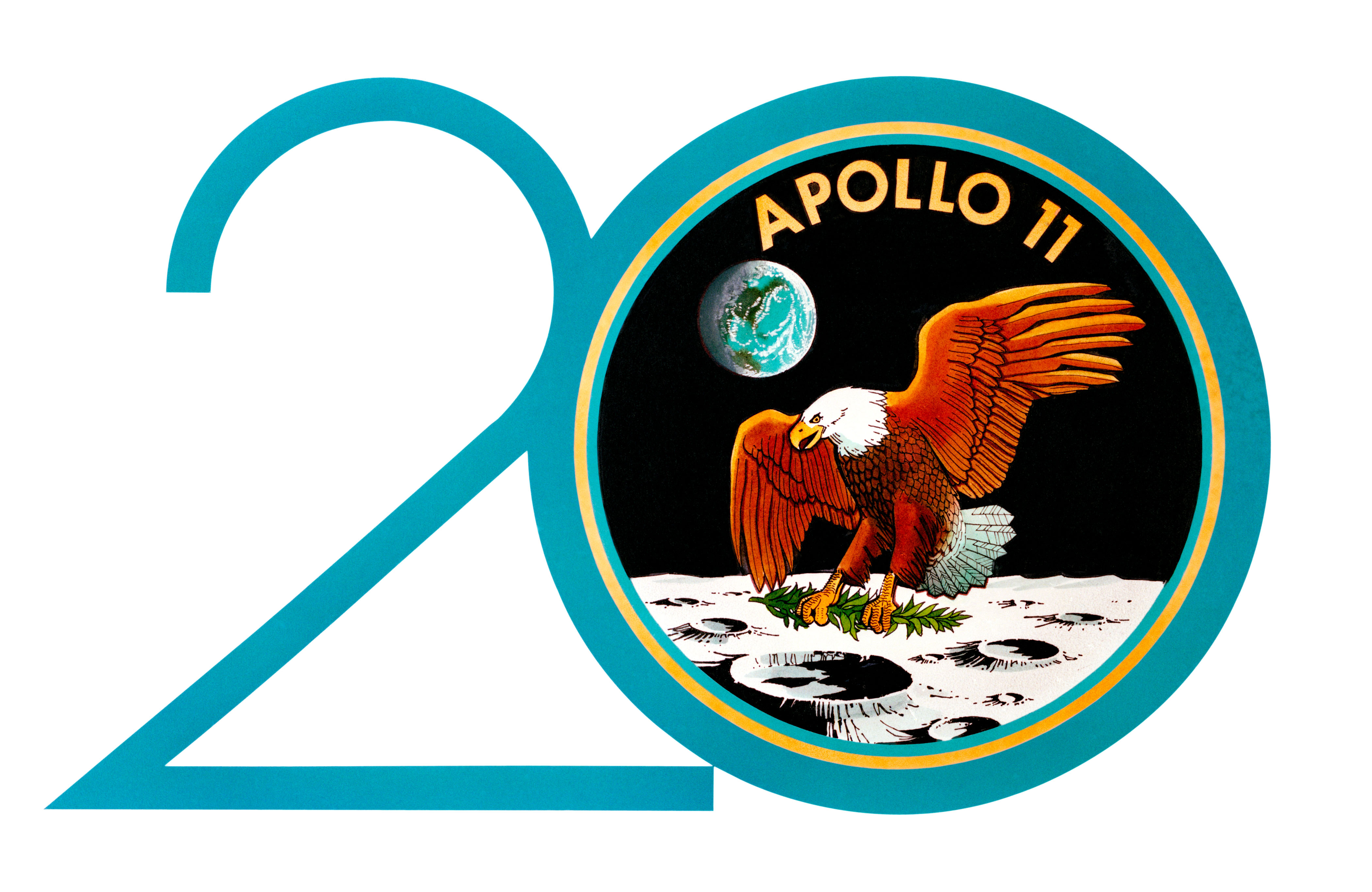
A 20. évforduló eseményeinek logoja

Az évforduló jegyében, de 1989. május 26-án, a pontos dátum előtt 3 héttel Armstrong, Aldrin és Collins egy sajtókonferencián vettek részt és hosszasan válaszoltak a megjelentek kérdéseire.
1989-ben a 20. évfordulóra való megemlékezésre a Smithsonian Intézet Nemzeti Légi és Űrhajózási Múzeumában került sor. Ezen az eseményen George Bush elnök bejelentette az általa képviselt kormányzat űrpolitikáját Űrfelfedezési Kezdeményezés (Space Exploration Initiative) néven, amely a Holdra való visszatérést és a Mars űrhajósok általi meghódítását tűzte ki célul.
A USPS kibocsátott egy bélyeget, amelyet Chris Calle – az Apollo–11 repülésekor 1969-ben frissen kibocsátott emlékbélyeg tervezőjének Paul Calle-nak a fia – tervezett. A 2,4 $ névértékű elsőbbségi bélyeg két űrhajóst ábrázol, ahogy azok kitűzik az amerikai lobogót a Hold felszínén. Mivel az Egyesült Államokban szabály, hogy élő személyiség nem jeleníthető meg bélyegen, az űrhajósok arcát az átláthatatlan ellenző takarja a képen. A bélyeg bemutatására szintén a Smithsonian Intézet ünnepsége keretében került sor.

## 25. évforduló

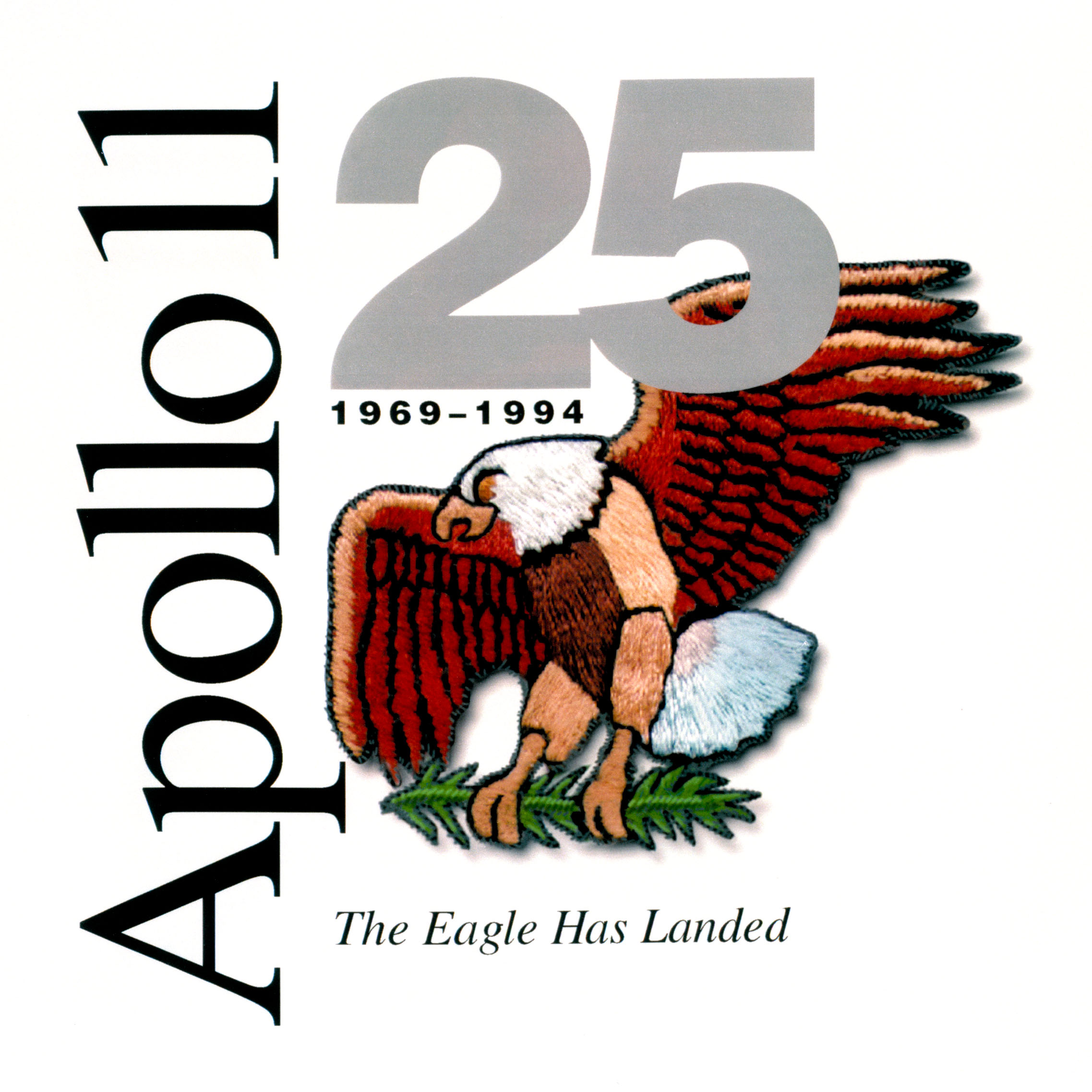
A 25. évfordulós logo

1994. július 16-án a NASA egy visszaszámlálás visszajátszást tartott a Kennedy Űrközpontban Cape Canaveral-en, amelynek végén méretarányos Saturn V makett-rakétát indított a magasba. Az Apollo–11 űrhajósai nem vettek részt az eseményen, mondván korábban már megtették azt öt évvel korábban.
A legénység ehelyett ismét a Fehér Ház vendége volt 1994. július 21-én, ahol Bill Clinton elnök, Al Gore alelnök és a First Lady, Hillary Clinton látták őket vendégül és számos más Apollo űrhajós is az ünnepló meghívottak között volt az eseményen.
Az Egyesült Államok Postaszolgálata ismét bélyegkibocsátással emlékezett meg az évfordulóról, egyszerre két Apollo–11 tematikájú bélyeget is kiadott: egy 29 centes vízszintes bélyeget és egy 9,95 dolláros express feladvány bélyeget. A 29 centes bélyeg egy, az amerikai zászlónak tisztelgő űrhajóst ábrázol, míg a 9,95 dolláros ugyanazon jelenet egy kinagyított változata. Mindkét bélyeget ugyanúgy Paul és Chris Calle tervezte. A bélyeg bemutatására Washington D.C.-ben került sor, Buzz Aldrin jelenlétében.

## 30. évforduló
Az 1999-es 30. évforduló alkalmából Al Gore alelnök a Langley Aranyéremmel tüntette ki az Apollo–11 űrhajósait. A ceremóniát Nemzeti Légi és Űrhajózási Múzeumban tartották – ahol huszonkettedik alkalommal adományozták a kitüntetést –, ahol Armstrong a következő szavakkal vette át a kitüntetést: „Mi, az Apollo–11 legénysége óriási megtiszteltetésnek vesszük, hogy meghívtak átvenni ezt a Langley érmet, de mi tesszük ezt az Apollo-programban dolgozó összes férfi és nő nevében”.
Az alkalommal egyidőben a NASM két új kiállítást is avatott. Kiállították Armstrong és Aldrin sisakját és kesztyűjét, valamint felállítottak egy távolról irányítható kamerát a holdkomp belsejében, hogy a látogatók is ilyen módon bejárhassák az űrhajó belsejét.
A washingtoni ünnepség mellett Armstrong részt vett a Kennedy űrközpontban is egy banketten, de visszautasította, hogy autogrammokat osztogasson, vagy beszédet tartson. Aldrin úgyszintén részt vett a banketten, Collins viszont nem jött el. Aldrin július 17-én nyilvános közönségtalálkozót tartott.
Az alkalomból történt meg a Kennedy Űrközpont Apollo emlékművének építkezéséhez az USA Űrséta Hírességek Csarnokán az „első kapavágás” is.
Az USPS saját hagyományaihoz illően kibocsátott egy 33 centes bélyeget, amely egy az 1960-as évek eseményeire megemlékező sorozat része volt. A bélyeg címe, Ember sétál a Holdon volt, katalógusszáma pedig 3188e és Aldrin lábnyomát ábrázolja. A bélyeget 1999. július 17-én, a Kennedy Űrközpontban mutatták be.
1999. július 21-én Buzz Aldrin mondott beszédet azon az ünnepségen, amelynek keretében a chicagoi Tribune Towerben kiállítottak egy holdkőzetet. Ez volt az első alkalom, hogy a NASA kölcsönadott egy holdkőzetmintát egy privát szervezetnek, amely nem iskola, múzeum, vagy más ismeretterjesztő intézmény volt. A kőzetet 2011-ben vették vissza, mivel addigra a kiállítóstand elavult és méltatlanná vált a kiállításra.
A USS Hornet immár múzeumhajóként egy napos eseményben emlékezett meg a 30 évvel korábbi bevetésről. Az esemény része volt a NASA kiállításainak és amatőrcsillagász eseményeknek. 1999. július 24-én, az űrhajó visszatérésének és óceánból való kiemelésének 30. évfordulóján volt az események csúcspontja, amikor Buzz Aldrin és a hajó egykori kapitánya, Carl Seiberlich részvételével emlékeztek meg. Az eseményen 17 000-en vettek részt.

## 35. évforduló
A 2004-es évforduló meglehetősen csendesen zajlott, az erre a célra összehívott események nélkül. Mindössze a Fehér Ház adott ki George W. Bush nevében egy megemlékező sajtóközleményt.
Emellett a svájci Omega óragyár – az eredetileg az Apollo–11-en és a későbbi összes repülésen az űrhajósok által viselt karórák gyártója – adott ki egy limitált szériás 35. évfordulós modellt az eredeti Speedmaster Moonwatch szériájából.

## 40. évforduló

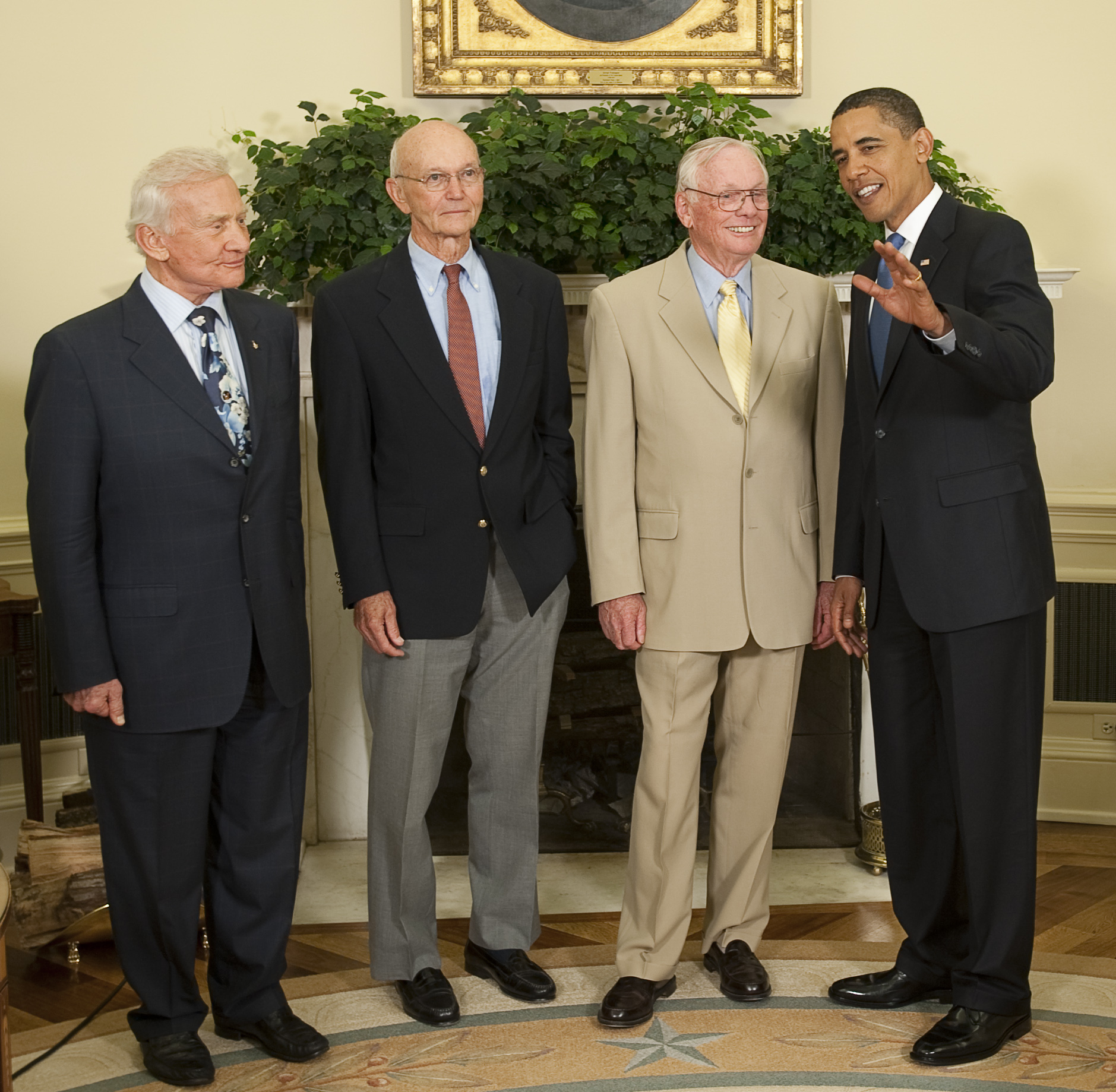
Barack Obama elnök fogadja a 40. évfordulón az Apollo–11 három űrhajósát

Az újabb kerek évfordulón 2009-ben ismét a Fehér Házba hívta meg az aktuális elnök, Barack Obama 2009. július 20-án Armstrongot, Aldrint és Collinst, ahol egy nyilvános eseményen emlékeztek meg együtt a repülés 40. évfordulójáról. Egyben ez volt az utolsó olyan ünnepi esemény, amelyen a teljes legénység részt tudott venni, Armstrong 2012-es halála előtt. Az elnök személyes emlékeit villantotta fel: meg kell jegyeznem egy személyes emléket, jómagam Hawaii-n nőttem fel – ahogy ezt sokan tudják – és még mindig emlékszem, ahogy ott ültem a nagypapám vállán, amikor az űrkabin leszállt a vízre és kimentették a legénységet és mi kimentünk a parta és úgy tettünk, mintha az űrhajósok látnának bennünket, ahogy integettünk a hazatérésükkor. Majd azzal folytatta, hogy milyen hatással voltak Amerikára: egy egész generációnyi tudóst és mérnököt inspiráltak, ami végül valóban kápráztató innovációkbanm haladásban és vállalkozószellemben és kreativitásban jelent meg idehaza a Földön; és azt gondolom, hogy ez a fontos a számunkra, hogy emlékezzünk, a NASA nem csak a kíváncsiságunkat táplálta, vagy a csodálkozásunkat, hanem különleges gyakorlati alkalmazásai születtek.
Két hétre rá, 2009. augusztus 7-én, két floridai képviselő, Bill Nelson szenátor és Alan Grayson alsóházi képviselő nyújtott be egy törvényjavaslatot, hogy a Kongresszus adományozza Armstronnak, Aldrinnak és Collinsnak az USA legmagasabb civil kitüntetését, a Kongresszusi Aranyérmet, amelyet a törvényhozás természetesen megszavazott és a kitüntetetteknek adományozott.
A hivatalos állami megemlékezések mellett számos kisebb megemlékezés is zajlott. A Life Magazine online oldala, a Life.com egy korábban publikálatlan fotókból álló képgalériát tett közzé, amely képeket a Life fotósa, Raloh Morse készítette az Apollo–11 felszállása előtt az űrhajósokról. 2009. július 16.-július 24. között pedig a NASA streamelte az eredeti rádiófelvételeket a honlapján, valós időben – természetesen 40 év csúszással –. Ezzel párhuzamosan az eredeti videofelvételeket is felújították és a kulcsmozzanatokat közreadták. Végül a John F. Kennedy Elnöki Könyvtár és Múzeum indított el egy Adobe Flash weboldalt, ahol újraközvetítette a holdra szállás szövegét a felszállástól, egészen a holdfelszínre való leérkezésig.
A 2009-es évfordulón a magyar Űrvilág.hu weboldal is egyfajta élő közvetítéssel emlékezett meg az eseményekről: fiktív újságcikkek jelentek meg a weboldalon, valós időben nyomon követve az események sorozatát, napjain netes élő közvetítései mintájára.

## 45. évforduló
A 2014-es 45. évforduló ismét kissé csendesebbre sikeredett: az egyetlen esemény a NASA Apollo–11 Hete volt, amelynek keretében 2014. július 21-én a Kennedy Űrközpont Oparations and Checkout Building épületét Neil Armstrongról nevezték el.

## 50. évforduló

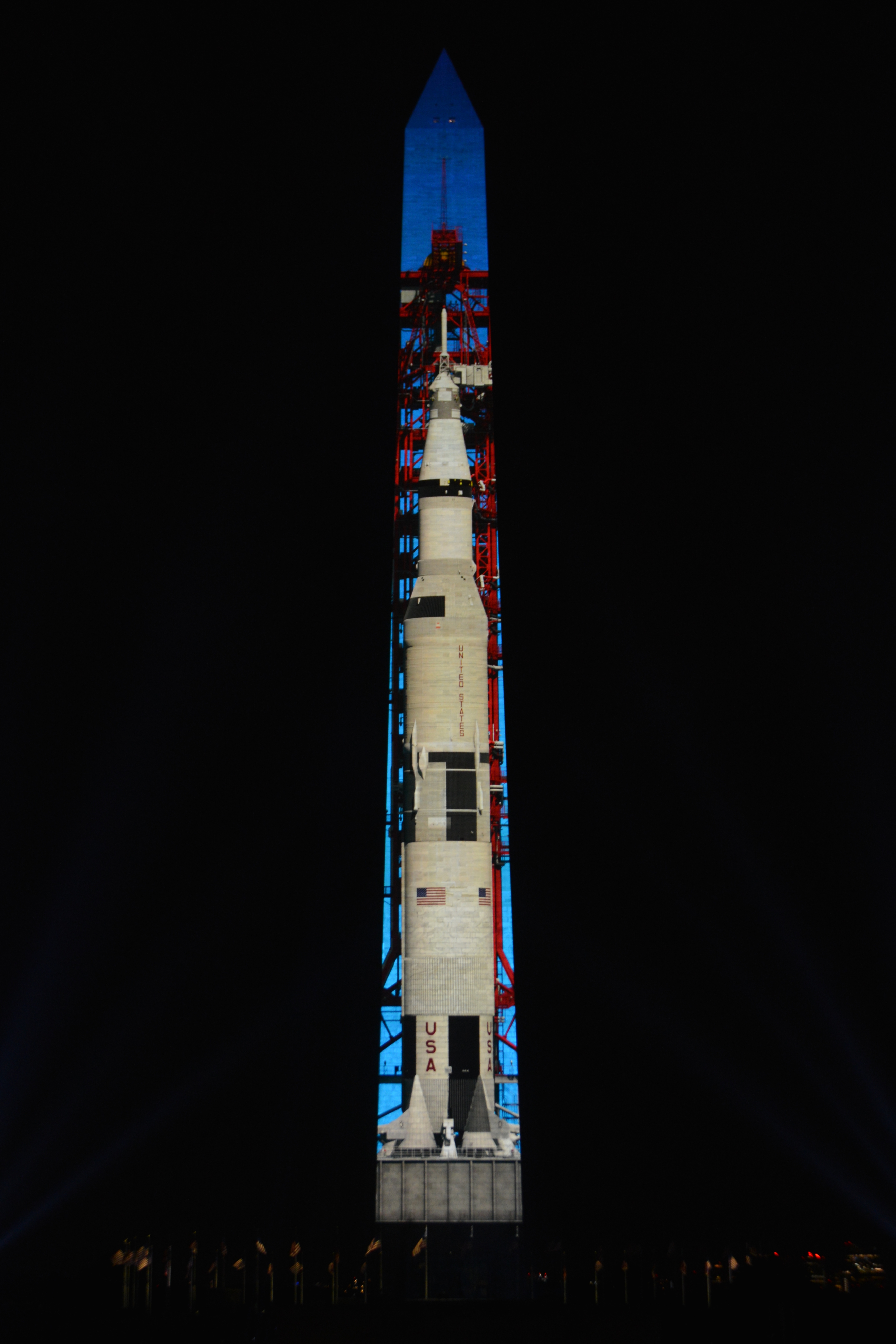
A Saturn V rakéta kivetített képe Washington D.C.-ben a Washington Emlékművön

Buzz Aldrin, Michael Collins, Rick Armstrong, Mark Armstrong (Neil Armstrong két fia) és még mások vettek részt a Fehér Házban, Donald Trump elnök által rendezett ünnepségen az Ovális Irodában. Korábban Trump elnök az évfordulóra tekintettel elismeréssel említette meg Buz Aldrint a 2019. évi State of the Union Address beszédében.
A Smithsonian Intézet Nemzeti Légi és Űrhajózási Múzeuma és a NASA közösen szponzorálta az „Apollo 50 Fesztivál” nevü ünnepségsorozatot, amely a főváros szívében levő National Mall nemzeti parkban került megrendezésre. A három napos eseménysorozat (2019. július 18-20. között) során interaktív kiállításokra, más, a nézőt is bevonó tevékenységekre, élő előadásokra került sor, olyan szpíkerekkel, mint Adam Savage és más NASA tudósok. ennek a fesztiválnak a keretében például a Saturn V rakéta életnagyságú (121 méter magas) képét vetítették a 169 méter magas Washington-emlékmű obeliszkjére július 16-20. között, minden este 21:30 és 23:30 között. Ugyancsak része volt a vetítésnek egy 17 perces show, amelynek során levetítették, szintén a Washington-emlékmű oldalára, ahogy a Saturn V rakétát összeszerelték, majd felbocsátották. a rakéta képének az emlékműre vetítése mellett óriáskivetítőkön is futottak programok, így az eredeti archív tévéfelvételek, amelyek a holdraszálláshoz vezető utat járták be a nézőkkel. Július 20-án kissé eltért a show a többi naptól, amikor 21:30 és 23:30 között sztenderd lefolyásban került vetítésre a program, ám az első holdraszállás napján kissé csúsztatták a programot, hogy az a rész, amikor Neil Armstrong a holdfelszínre teszi a lábát és elhangzik tőle a híres – ...Kis lépés... –, mondat, az 50 év különbséggel, de hajszálpontosan az eredeti esemény időpontjában, 22:56:15-kor (EDT) következzen el a képernyőkön.
2019. július 19-án a Google doodle (a Google internet kereső logoja) is megemlékezett az évfordulóról. A kereső logoján egy Holdon sétáló űrhajós tűnik fel és egy linket is elrejtettek benne, amely egy animált YouTube videót indított el, amelyen Michael Collins volt a narrátor.
2019. év elején törvényt alkottak (H. R. 2726 számon), amelyben a Képviselőház arra utasítja az Amerikai Egyesült Államok Pénzverdéjét, hogy tervezzen meg és bocsásson ki egy emlékérmet aranyból és ezüstből az Apollo–11 50. évfordulójára. 2019. január 24-én a pénzverde kibocsátotta az Apollo–11 50. évfordulós emlékérmét és a weboldalán elérhetővé tette.